# Paolo Bacilieri
Pour les articles homonymes, voir Bacilieri.
Paolo Bacilieri est un auteur de bande dessinée italien né le 23 février 1965 à Vérone dans la région de la Vénétie.

## Biographie
Paolo Bacilieri est né à Vérone en 1965 et a grandi à Molina, un hameau de la commune de Fumane situé dans la province de Vérone.
Il a étudié à l'École d'Art de Vérone et à l'Académie des beaux-arts de Bologne, où il a obtenu son diplôme en 1990, il écrit et dessine des bandes-dessinées depuis 1982 et travaille en collaboration avec Milo Manara.
En 1986 il commence en tant qu'auteur sur le Trésor de la Imbala avec Franco Mescola qui est publié en italien dans le mensuel Corto Maltese puis en France dans (À suivre) (Casterman). En 1988, toujours pour Casterman il crée le personnage de Barokko (publié en Italie dans le magazine Comic Art).
À partir de 1998, il écrit et dessine pour Sergio Bonelli Editore, et il collabore à la série Napoleone et Jan Dix.

## Œuvre

### Albums
- Il Tesoro degli Imbala (Le Trésor de la Imbala), 1986, scénario de Franco Mescola
- Bavard (Le), 1988
- Barokko, 1993, Casterman
- SuperMaso attitude
- Zeno Porno
- La magnifica desolazione
- Canzoni in A4, 2008
- Napoleone, 2010
- Phonx, 2011
- Adiòs muchachos, 2011, adaptation par Matz, basé sur un  roman de Daniel Chavarria
- Durasagra-Venezia über alles (Jours tranquilles à Venise), 2012,  (ISBN 978-2-352-83073-3)
- Vie rêvée du capitaine Salgari (La), 2013,  (ISBN 978-2-7560-3602-1)
- Sweet Salgari
- Fun, 2015, Ici Même
- Piero Manzoni, 2024, Éditions Sarbacane, basé sur la vie de Piero Manzoni
- Vénus privée, 2024, Ici Même, basé sur un  roman de Giorgio Scerbanenco

## Distinctions
- 2001 : Prix Micheluzzi du meilleur dessinateur italien pour Napoleone
- 2002 : Prix ANAFI [1]
- 2006 : Salon de Lucca Comics & Games [2],[3]
- 2008 : Prix Lo Spazio Bianco pour La Magnifica Desolazione
- 2013 : Prix Micheluzzi du meilleur scénariste pour La Vie rêvée du capitaine Salgari
- 2015 : Prix Micheluzzi du meilleur dessinateur pour Fun
- 2015 : Prix Micheluzzi du meilleur dessinateur pour Tramezzino